# トチュウ
トチュウ（杜仲、学名: Eucommia ulmoides）は、中国原産の落葉高木。トチュウ目トチュウ科（APG植物分類体系ではガリア目トチュウ科）を構成する唯一の種である。
一科一属一種で、クロンキスト体系（Cronquist system）では、独立した目としてトチュウ目に分類されたが、APG分類体系（APG II system）ではガリア目（Garryales）に分類される。

## 特徴
中国大陸原産。雌雄異株。葉はニレやケヤキに似た楕円形、花は緑色がかかった白色で、実は翼果。20年程度で樹高20メートルほどに成長する。化石が中央ヨーロッパ及び北米で見つかっており、およそ6000万年前は多くの地域で繁殖していたと考えられているが、現在では中国以外では確認されていない。
樹皮は漢方薬の原料として使われ、若葉はお茶として利用される。トチュウの樹皮や枝を折ったり葉をちぎると、白色乳液の滲出がみられる。この乳液は、ガタパーチャ（グッタペルカ）と呼ばれ、天然ゴムとして利用される。杜仲は寒冷地でも育つ天然ゴムの産出木として知られる（本来ガタパーチャは、アカテツ科のグッタペルカノキ Palaquium gutta から取れる乳液であるが、それと似ているため同じ名前で呼ばれている）。
カフェインは入っていないので、妊婦や子供にも問題ない。

## 杜仲（生薬）と杜仲茶の効能
トチュウの樹皮は「杜仲」という生薬名があり、医薬品として扱われる。これは腰痛、足腰の倦怠感解消、頻尿、肝機能・腎機能の強化、高血圧に効果があるとされる。
葉を煎じた杜仲茶（とちゅうちゃ）には、ゲニポシド酸が含まれ、血圧の降下や肝機能の向上に効果があるとされる（なお、葉は効能を謳わない限り食品扱い）。
日本国内では、1970年代に杜仲茶ブームが起こったが、すぐに下火になった。その後、日立造船因島工場バイオ技術部（1999年に「日立造船バイオ」として分社化された）が1987年4月から缶・ペットボトル入りの杜仲茶の製造・販売を開始し、「カラダ、よろこぶ」のキャッチコピーなどで販売に努めた結果、1994年から翌1995年にかけて大ブームを起こし再び脚光を浴びた。2006年7月、テレビ番組で因島産の杜仲茶が特集されて三たびブームが起こり、店頭やインターネット販売でも『因島杜仲茶』は入手が非常に困難になるということもあった。現在は日立造船バイオから2003年に小林製薬が杜仲茶事業の譲渡を受け販売しており、杜仲茶のテレビCMやプロモーションビデオを流している。
中国からの輸入品も多いが、国内でも広島県尾道市因島以外に長野県伊那地方や秋田県大仙市旧中仙町でも栽培されている。ただし、因島で生産されている杜仲の葉は、事業譲渡された小林製薬の商品には利用されておらず、全て地元ブランドの『因島杜仲茶』として別に販売されている。

## 和杜仲
日本では平安時代に貴族階級で「和杜仲」という強壮剤が使われていたが、これはトチュウ科のトチュウではなくニシキギ科のマサキとされている。日本にトチュウが導入されたのは1918年（大正7年）（一説には1899年（明治32年））とされている。